# Västra Klagstorp
Västra Klagstorp is een plaats en buitenwijk van de gemeente Malmö in het landschap Skåne en de provincie Skåne län. De plaats heeft 266 inwoners (2005) en een oppervlakte van 28 hectare. De plaats is ook onderdeel van het stadsdeel Limhamn-Bunkeflo een van de 10 stadsdelen waarin de gemeente Malmö is op gedeeld.